# Terengganu
Terengganu (Jawi: ترڠڬانو, también escrito Trengganu o Tringganu) es un estado y un sultanato de Malasia. También es conocido por su nombre honorífico árabe, Darul Iman (la residencia de la fe). La ciudad costera de Kuala Terengganu, en la boca del río Terengganu, es la capital real, la capital del estado, y la ciudad más grande de Terengganu.

## Demografía
La población de Terengganu era de 1.149.440 en el año 2020 según el censo realizado por el Departamento de Estadísticas de Malasia. Terengganu es uno de los estados más étnicamente homogéneos del país. En 2006, los Malayos constituían el 94,7% de la población total, seguidos de un 2,6% de ascendencia china, un 0,2% de ascendencia india, y el 2,4% restante compuesto por otros grupos étnicos.

## Distritos
Los 8 distritos de Terengganu (Daerah en Malayo) son:
- Kuala Terengganu
- Marang
- Dungun
- Kemaman
- Hulu Terengganu
- Setiu
- Besut
- Kuala Nerus